# Bike S
Bike_S – system bezobsługowych wypożyczalni rowerów miejskich, działający w  Szczecinie od sierpnia 2014 roku.
Bike_S Szczeciński Rower Miejski został uruchomiony 22 sierpnia 2014 z 32 stacjami bazowymi przez firmę BikeU. W 2016 Nextbike Polska wygrał przetarg na rozbudowę  systemu wypożyczalni o dodatkowe stacje, by ich łączna liczba osiągnęła 82. Szczecin dołączył do 13 innych miast w Polsce działających w sieci Nextbike.

## Stacje
| Osiedle Szczecina       | Nazwa stacji                          | Liczba rowerów |
| ----------------------- | ------------------------------------- | -------------- |
| Gumieńce                | Rondo Uniwersyteckie – Kampus US      | 12             |
| Gumieńce                | Kwiatowa                              | 12             |
| Gumieńce                | Jezioro Słoneczne                     | 16             |
| Gumieńce                | Brama Główna CC                       | 12             |
| Pomorzany               | Mieszka I – Milczańska                | 12             |
| Pomorzany               | Powstańców Wielkopolskich B. PUM      | 12             |
| Nowe Miasto             | Al. Piastów – Sowińskiego             | 16             |
| Nowe Miasto             | Narutowicza – Potulicka               | 10             |
| Nowe Miasto             | Dworzec Główny PKP – 3 Maja           | 16             |
| Nowe Miasto             | Dworzec Główny PKP – Kolumba          | 16             |
| Śródmieście–Północ      | Wyzwolenia                            | 10             |
| Nowe Miasto             | Medicus                               | 10             |
| Turzyn                  | Ku Słońcu – Biblioteka Główna ZUT     | 16             |
| Turzyn                  | ZUT – Pułaskiego                      | 16             |
| Turzyn                  | Turzyn                                | 10             |
| Turzyn                  | Jagiellońska – al. Boh. Warszawy      | 16             |
| Turzyn                  | Sejmik – al. Boh. Warszawy            | 16             |
| Świerczewo              | 26 Kwietnia – Osiedle Przyjaźń        | 12             |
| Świerczewo              | Santocka – Witkiewicza                | 12             |
| Pogodno                 | Mickiewicza US                        | 12             |
| Śródmieście–Zachód      | Plac Dziecka – Narutowicza            | 16             |
| Śródmieście–Zachód      | Krzywoustego – CH Kupiec              | 16             |
| Śródmieście–Zachód      | Plac Kościuszki                       | 16             |
| Śródmieście–Zachód      | Plac Szarych Szeregów                 | 16             |
| Stare Miasto            | Książnica Pomorska                    | 16             |
| Stare Miasto            | Wyszyńskiego                          | 16             |
| Stare Miasto            | Plac Orła Białego                     | 16             |
| Stare Miasto            | Zamek Książąt Pomorskich              | 16             |
| Stare Miasto            | Plac Żołnierza Polskiego              | 16             |
| Stare Miasto            | Muzeum Narodowe – Wały Chrobrego      | 16             |
| Stare Miasto            | Pomnik Mickiewicza – Szczerbcowa      | 16             |
| Centrum                 | Brama Portowa                         | 16             |
| Centrum                 | Plac Zgody                            | 16             |
| Centrum                 | Deptak Bogusława                      | 16             |
| Centrum                 | Wielkopolska – Monte Cassino          | 16             |
| Centrum                 | Plac Grunwaldzki                      | 16             |
| Centrum                 | Plac Rodła – al. Wyzwolenia           | 16             |
| Centrum                 | Plac Rodła – PZU                      | 16             |
| Łękno                   | Wojska Polskiego – Lodogryf           | 12             |
| Łękno                   | Wyspiańskiego                         | 12             |
| Niebuszewo–Bolinko      | Słowackiego – ZUT                     | 12             |
| Śródmieście–Północ      | Jasne Błonia – Piotra Skargi          | 16             |
| Śródmieście–Północ      | Urząd Miasta Szczecin                 | 16             |
| Śródmieście–Północ      | Floating Arena                        | 16             |
| Niebuszewo–Bolinko      | Niemierzyńska – Technopark            | 16             |
| Niebuszewo–Bolinko      | Niemierzyńska – Krasińskiego          | 12             |
| Niebuszewo–Bolinko      | Rondo Giedroycia                      | 16             |
| Arkońskie–Niemierzyn    | Arkońska Szpital                      | 10             |
| Arkońskie–Niemierzyn    | Chopina – Wszystkich Świętych         | 16             |
| Arkońskie–Niemierzyn    | Chopina – Krasińskiego                | 12             |
| Niebuszewo              | Krasińskiego – Wszystkich Świętych    | 12             |
| Niebuszewo              | Stara Cegielnia                       | 12             |
| Niebuszewo              | Przyjaciół Żołnierza – CH Wilcza      | 12             |
| Niebuszewo              | Staw Brodowski                        | 10             |
| Zdroje                  | Centrum Edukacji Ogrodniczej          | 12             |
| Zdroje                  | PKP Szczecin Zdroje                   | 10             |
| Zdroje                  | Pętla SST Turkusowa Lewa              | 16             |
| Zdroje                  | Pętla SST Turkusowa Prawa             | 16             |
| Zdroje                  | Rondo Zdroje                          | 12             |
| Zdroje                  | Batalionów Chłopskich – Gryfińska SST | 16             |
| Zdroje                  | Szpital Zdroje                        | 10             |
| Bukowe–Klęskowo         | Kolorowych Domów – Beżowa             | 10             |
| Bukowe–Klęskowo         | Pętla Bukowe                          | 10             |
| Bukowe–Klęskowo         | Chłopska – Kolorowych Domów           | 10             |
| Bukowe–Klęskowo         | Chłopska – Nad Rudzianką              | 12             |
| Bukowe–Klęskowo         | Dąbska – Gwarna                       | 12             |
| Słoneczne               | Jasna Osiedle                         | 16             |
| Słoneczne               | Rydla – Szkoły                        | 10             |
| Słoneczne               | Pętla Słoneczne – Łubinowa            | 16             |
| Słoneczne               | Filia UM Prawobrzeże                  | 10             |
| Słoneczne               | Jasna – Targowisko                    | 10             |
| Słoneczne               | Trzeci US – Heliosy                   | 12             |
| Słoneczne               | CH Słoneczne                          | 10             |
| Słoneczne               | Struga – Eko Dom                      | 10             |
| Majowe                  | Łubinowa – Dąbrowskiej                | 10             |
| Majowe                  | Iwaszkiewicza – Andrzejewskiego       | 10             |
| Majowe                  | Struga – Leroy Merlin                 | 10             |
| Kijewo                  | Zwierzyniecka – pętla                 | 12             |
| Dąbie                   | Pomorska – Potok                      | 10             |
| Dąbie                   | Stacyjna – PKP                        | 10             |
| Dąbie                   | Gierczak – Krzywoń                    | 12             |
| Dąbie                   | Goleniowska – LO III                  | 12             |
| Dąbie                   | Wrzesińska – Goleniowska              | 10             |
| Warszewo                | Duńska                                | 12             |
| Międzyodrze–Wyspa Pucka | Nabrzeże Starówka                     | 12             |
| Niebuszewo–Bolinko      | Sczanieckiej                          | 12             |